# 杜锋
杜锋（1981年7月30日—），新疆乌鲁木齐人，回族，中国职业篮球运动员、教练。毕业于广东工业大学。杜锋身高2.07米，体重100公斤，场上位置大前锋。现任CBA广东宏远男篮主教练。
2016-2017年担任广东华南虎篮球俱乐部主教练，2017-2018年和2021-2022担任中国国家男子篮球队蓝队主教练。

## 家庭生活
妻子是游泳运动员马晨菲，岳父是举重运动员、国家体育总局举重摔跤柔道管理中心主任马文广，岳母是中国游泳教练姚颖。

## 外部連結
- 杜锋在fiba.basketball（英语）
- 杜锋在fiba.basketball（英语）
- 杜锋在archive.fiba.com（存檔）（英语）
- 杜锋在中国男子篮球职业联赛
- 杜锋在Basketball-Reference.com（國際）（英语）
- 杜锋在Eurobasket.com（球員）（英语）
- 杜锋在Proballers（英语）
- 杜锋在RealGM（英语）
- 杜锋在Eurobasket.com（教練）（英语）
- 杜锋在Olympedia（英语）